# Enfant adultérin
 (juin 2022).
Si vous disposez d'ouvrages ou d'articles de référence ou si vous connaissez des sites web de qualité traitant du thème abordé ici, merci de compléter l'article en donnant les références utiles à sa vérifiabilité et en les liant à la section « Notes et références ».

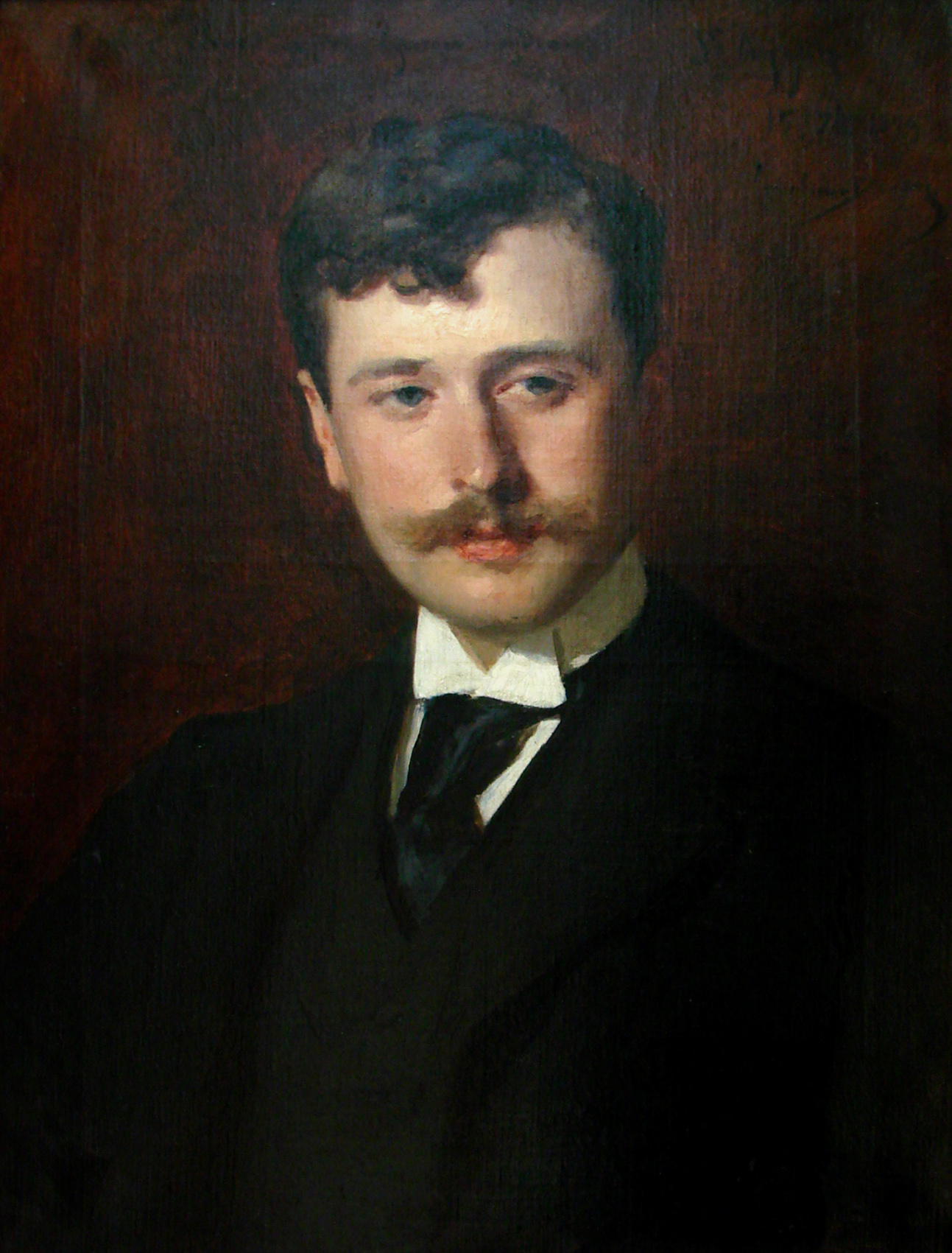
Georges Feydeau serait le bâtard de Napoléon III ou du demi-frère de celui-ci, le duc de Morny, lui-même fils illégitime du comte de Flahaut, lui-même soupçonné d'être le fils adultérin de Talleyrand.

Un enfant adultérin (parfois appelé bâtard ou enfant illégitime) est un enfant conçu dans le cadre d'une relation adultère, c'est-à-dire en dehors du mariage dans lequel au moins un des parents est déjà engagé.
La distinction entre enfants légitimes, conçus dans le cadre du mariage, et les enfants adultérins a une place importante dans les civilisations dont les structures sociales ou religieuses sont fondées sur le couple. Un enfant adultérin est également appelé, dans l'acception historique des enfants royaux illégitimes, « bâtard ». Enfin, c'est aussi une insulte dans son acception la plus courante.
C'est le cas en Occident, de tradition judéo-chrétienne, où le terme de « bâtard » est longtemps resté une insulte (cf. l'anglais « bastard » ou l'expression surannée « fille-mère »). Les législations des pays occidentaux ont longtemps consacré la différence entre enfants adultérins et légitimes (notamment en termes d’héritage ou de transmission du nom).
En France, l'enfant adultérin était un cas particulier d'enfant dit naturel, ou « illégitime », mais issu de deux parents non libres, c'est-à-dire déjà engagés (les deux ou l'un des deux) dans une autre union au moment de la conception et de la naissance de l'enfant.
Sur un acte de naissance la mention marginale N.N.R. signifie « Naturel Non Reconnu » (père inconnu ou non déclaré), l'enfant est réputé adultérin si la mère est déjà mariée et refuse de dévoiler le nom du père du nouveau-né[Où ?],[Quand ?].
Selon l'article 312 du Code Civil, l'enfant conçu ou né pendant le mariage a pour père le mari.
L'enfant peut être légitimé lors, par exemple, du mariage de sa mère, par une reconnaissance de paternité de l'époux (laquelle n'induit pas nécessairement que ce dernier soit le père biologique de l'enfant, mais qu'il en accepte les obligations légales).